# Людвиг Антон Нейбургский
Людвиг Антон Пфальц-Нейбургский (нем. Ludwig Anton von Pfalz-Neuburg; 9 июня 1660, Дюссельдорф — 4 мая 1694, Льеж) — был четвёртым ребёнком нейбургского пфальцграфа Филиппа Вильгельма (1653—1685) и его жены Елизаветы Амалии Гессен-Дармштадтской.

## Биография

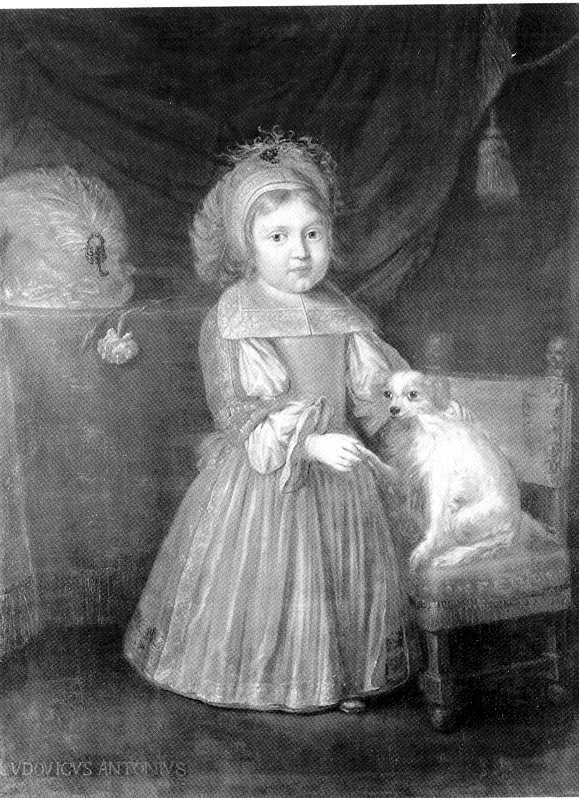
Портрет Людвига Антона в детстве

Будучи третьим по старшинству братом, не имел прав на наследование титулов своего отца, поэтому с детства готовился стать священнослужителем. В 1684 году Людвиг Антон становится великим магистром Тевтонского ордена и остается на этом посту на протяжении десяти лет, до 1694 года. В 1689 году он занимает пост князя-пробста в Эльвангене, и с 1691 по 1694 годы он также является епископом Вормсским.
Сопровождал отца во время торжественного въезда в Пфальц в 1685 году, когда тот стал курфюрстом Курпфальца. Тремя годами позднее разразилась Война за Пфальцское наследство, в сражениях которой Людвиг Антон принимал активное участие под началом своего брата Иоганна-Вильгельма.
В 1689—1690 годах был в числе свиты своей сестры, императрицы Элеоноры Нейбургской во время её визита в Испанию по случаю бракосочетания другой сестры, Марии Анны с королём Карлом II.
Умер от чумы 4 мая 1694 года в Льеже, а похоронен в церкви иезуитов в Дюссельдорфе.